# Puzzle
Pour les articles homonymes, voir Puzzle (homonymie) et Casse-tête (homonymie).

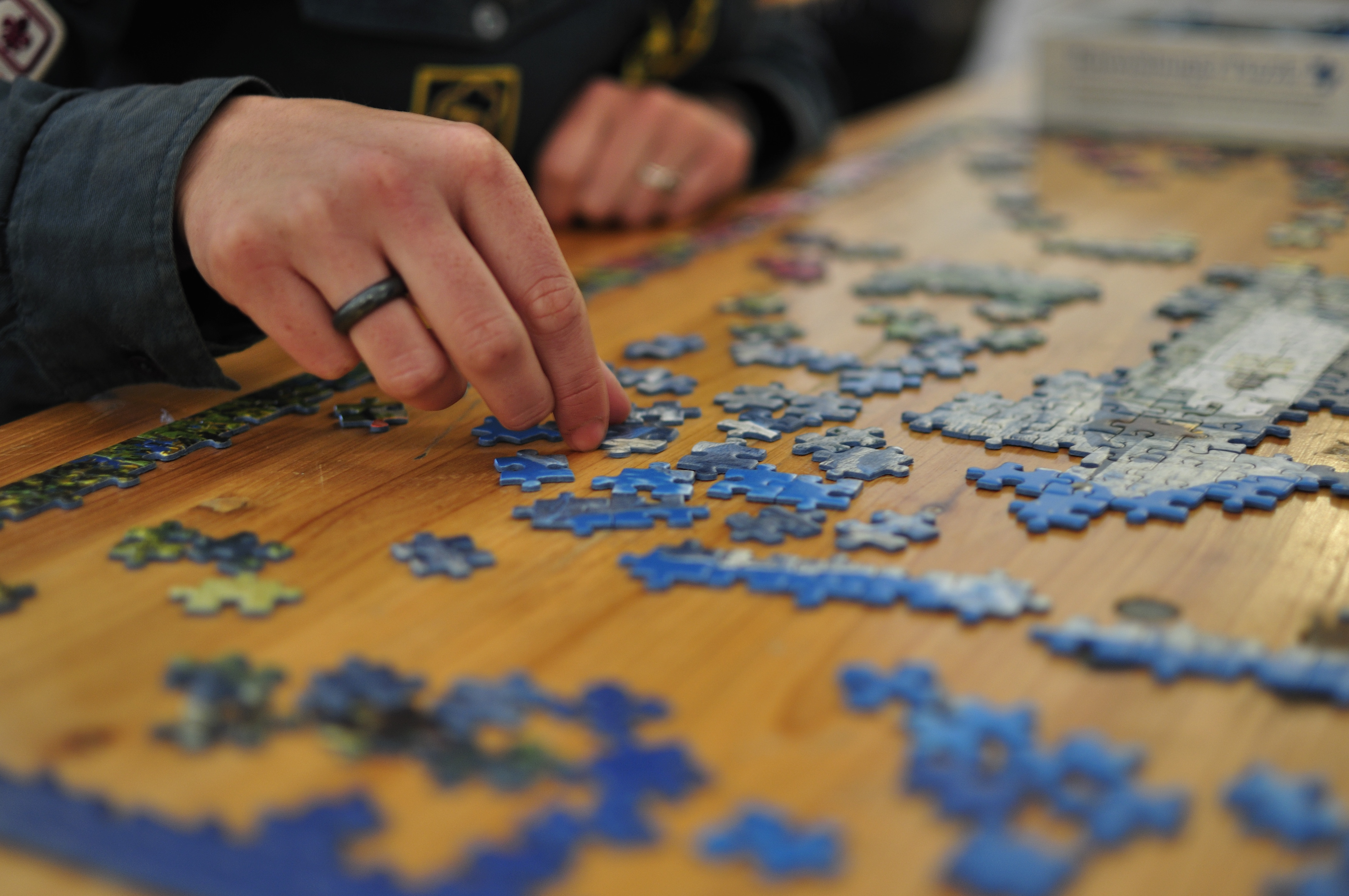
Une personne en train de faire le contour d'un puzzle.

Un puzzle (prononcé : /pœzl/  ; en anglais :  /ˈpʌzəl/ ), aussi appelé casse-tête au Canada francophone, est un jeu de patience, de la catégorie casse-tête, qui consiste à reconstituer un objet à deux ou trois dimensions à l'aide de pièces qui s'emboîtent les unes dans les autres. Les puzzles en deux dimensions sont des reproductions de tableaux, de photos ou de dessins. Certains puzzles en trois dimensions peuvent représenter par exemple des monuments connus.
Le puzzle peut se pratiquer seul ou à plusieurs et dans certains pays se joue en famille au moment des fêtes.

## Historique

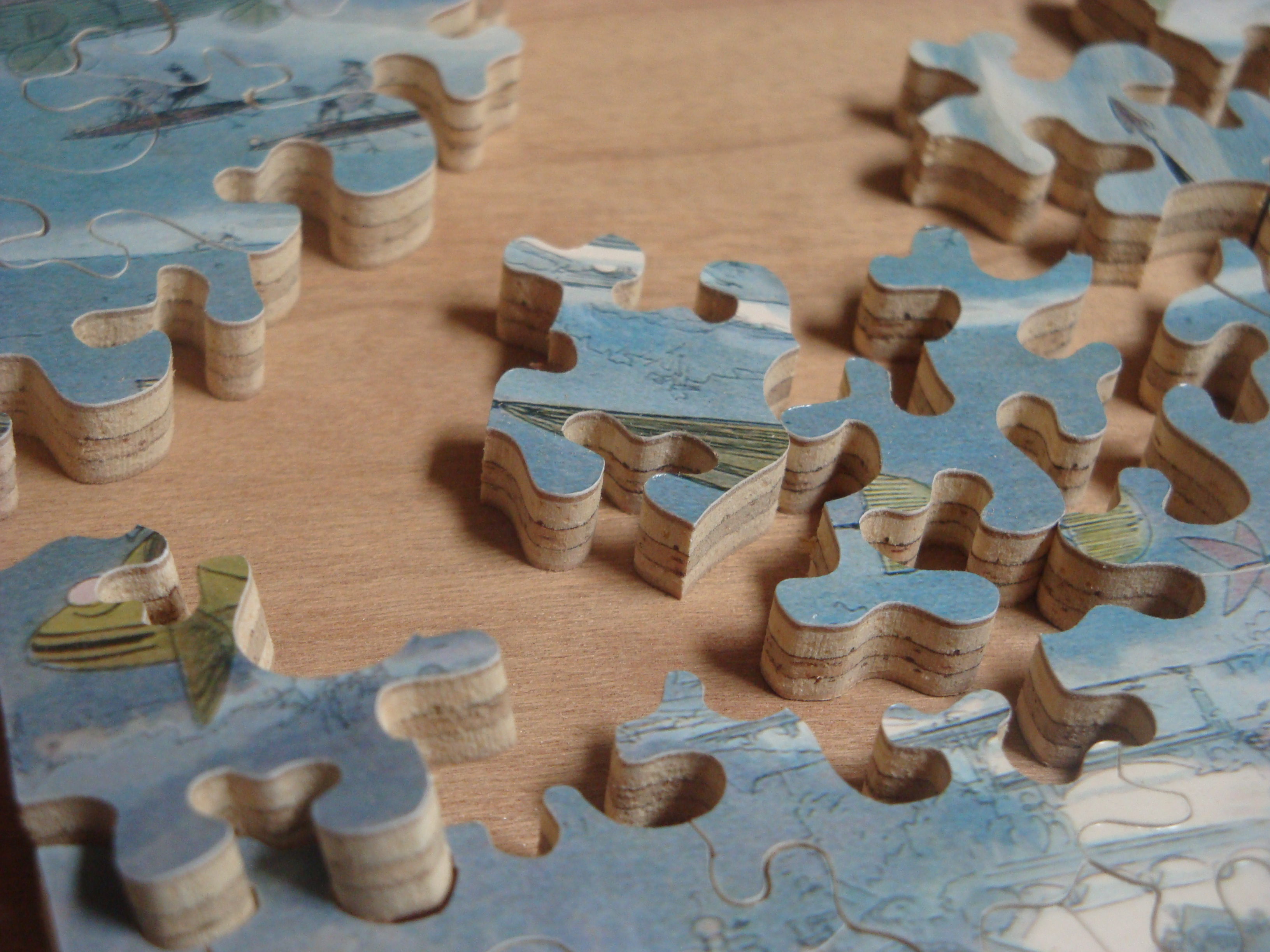
Pièces d'un puzzle en bois découpé à la main.

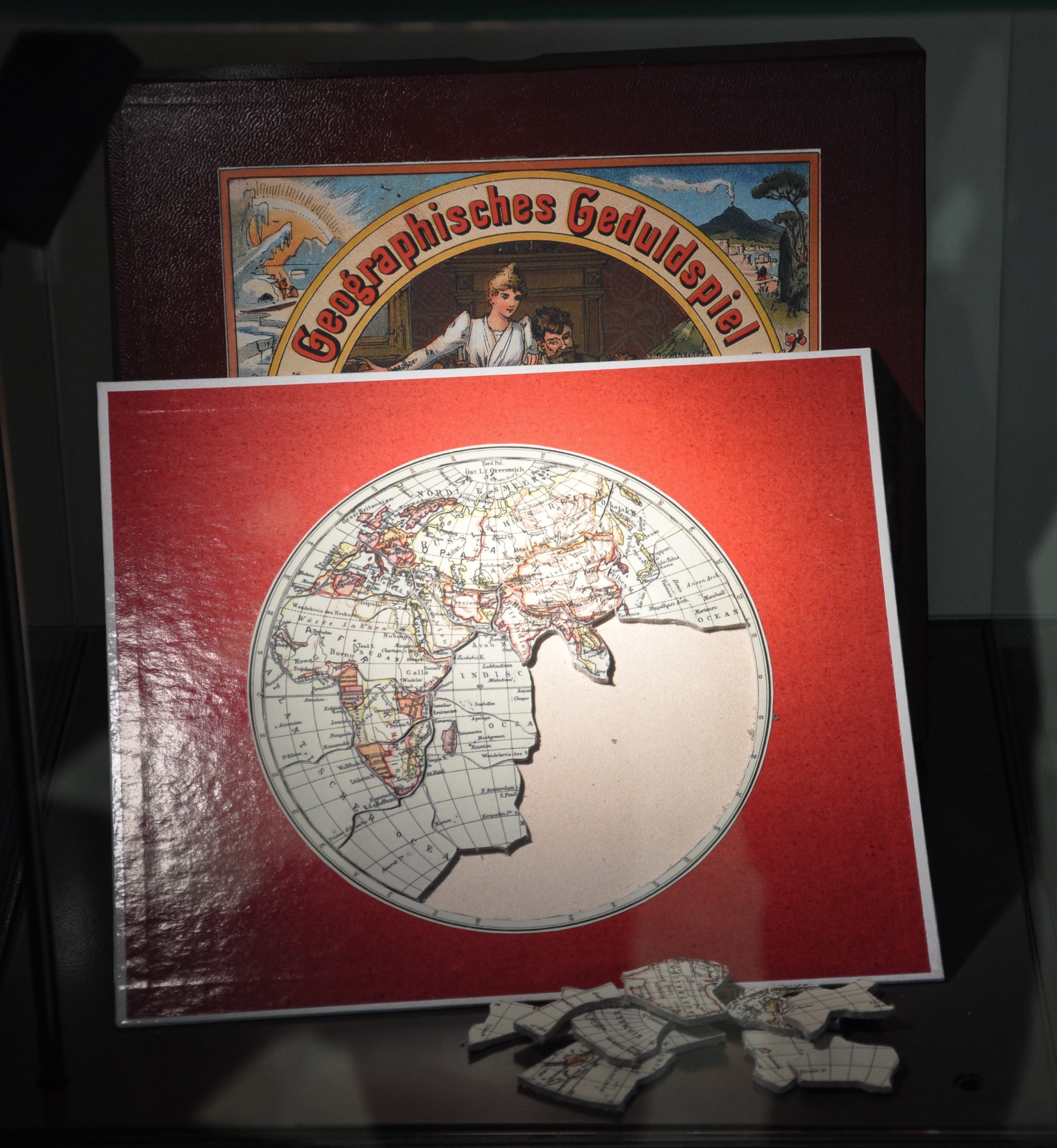
Puzzle Ravensburger rond de 1891.

L'invention des puzzles est attribuée à John Spilsbury, un cartographe et graveur londonien qui, vers 1760, eut l'idée de découper des cartes représentant différents pays du monde et de les vendre comme moyen ludique d'apprendre la géographie . Les premiers puzzles se faisaient en peignant une image sur la surface d'une fine planche de bois que l'on découpait ensuite à l'aide d'une scie à chantourner, appelée en anglais jigsaw. D'où le terme d'origine désignant un puzzle, jigsaw puzzle, le mot anglais puzzle signifiant d'une façon générale une énigme ou un casse-tête.
Au début du XXe siècle et plus particulièrement dans les années 1930 aux États-Unis, les techniques de production changent et se mécanisent grâce à la forme de découpe (die-cut en anglais) : c'est le début de la production de masse qui permet une plus large diffusion, grâce à la baisse des coûts de production.
Il existe encore aujourd'hui des fabricants de puzzles artisanaux en bois : le découpeur de puzzle scie en les superposant deux, trois ou cinq planches où la reproduction a été collée. La découpe est fonction de l'image à reconstituer pour apporter une difficulté et un plaisir supplémentaire, en tout cas différent.
Internet a permis une diffusion plus large du concept de puzzle. Certains sites Internet proposent ainsi un grand nombre de puzzles à faire sur écran. La dématérialisation totale du jeu permet de s'affranchir de certaines contraintes du jeu physique – comme la perte d'une pièce.

## Types de puzzles / casse-têtes

### Puzzles en deux dimensions

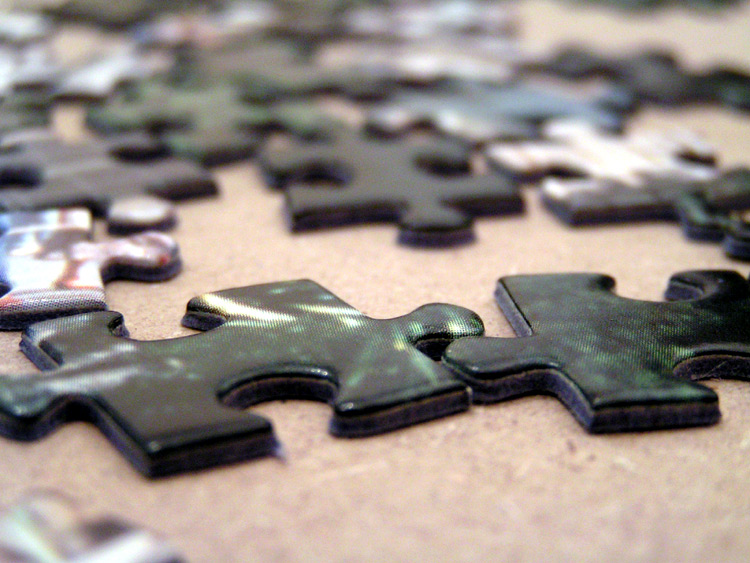
Pièces d'un puzzle en deux dimensions

Les pièces d'un puzzle, en carton, en plastique ou en bois, sont des formes de taille semblable présentant des excroissances et des creux sur leurs bords. Faire un puzzle consiste à poser les pièces sur une surface plane et à les emboîter les unes dans les autres pour reconstituer une image dont le modèle accompagne le puzzle. Les pièces sont conçues pour ne permettre qu'une seule configuration. Les puzzles sont le plus souvent de forme rectangulaire ou carrée, mais on trouve aussi des variantes de toutes sortes.
La difficulté d'un puzzle dépend du nombre de pièces, et varie en fonction de leur taille et de celle du puzzle complet. Les puzzles ordinaires commencent à 300 pièces puis on trouve des versions de 500, 750 puis des multiples de 1 000 à 10 000 pièces. Ils sont généralement accompagnés d'une indication de l'âge nécessaire pour pouvoir le résoudre sans trop de difficulté (ni de facilité).
Le plus grand puzzle commercialement distribué en 2017 est Travel around Art ("Voyage autour du monde") de Grafika (54 000 pièces) avec 8,64 m de long pour 2,04 m de haut.

#### Résolution

Commencer par les coins et les bords…

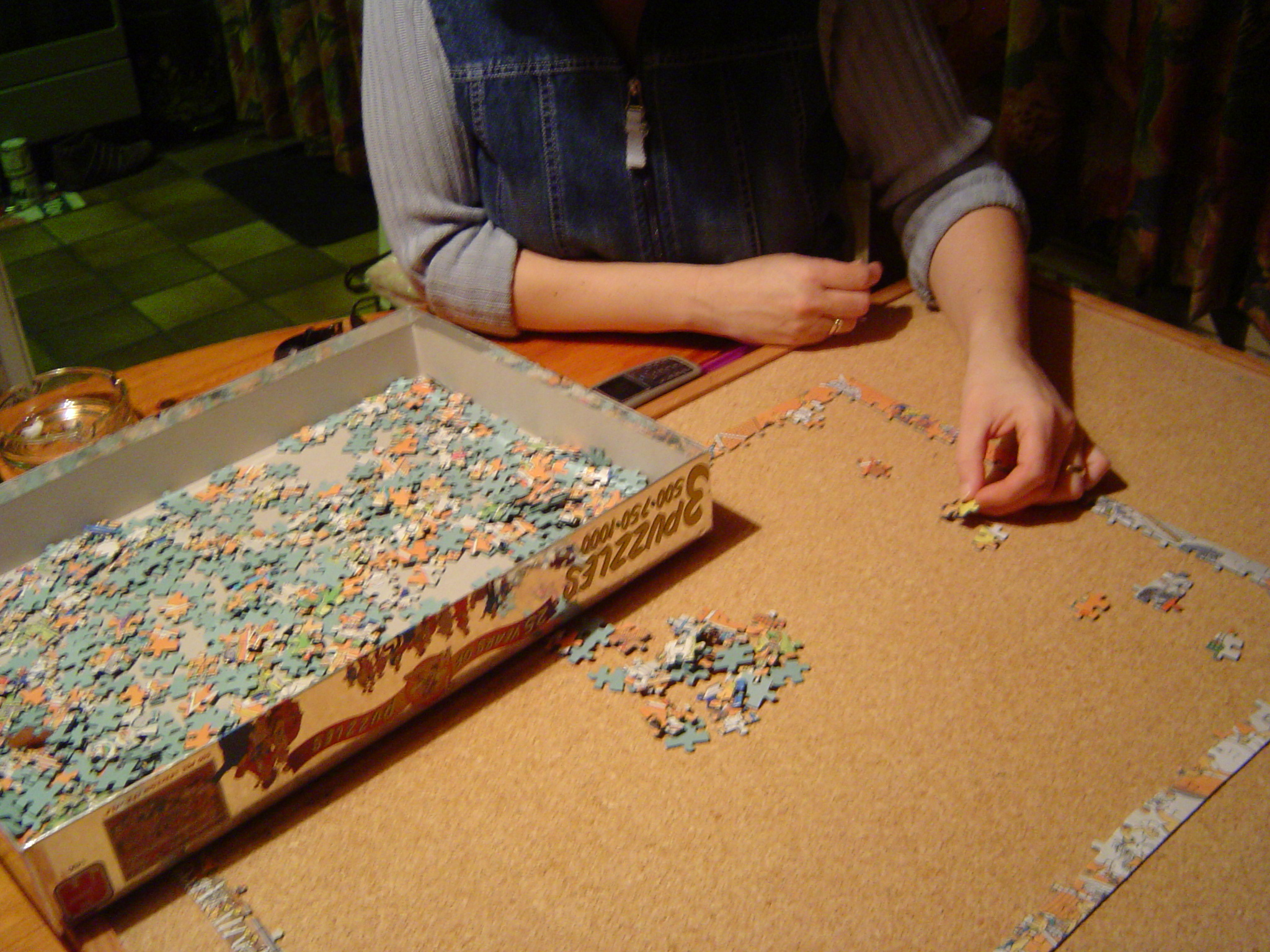
… puis remplir

La méthode de résolution commune comporte généralement les étapes suivantes (mais il existe des puzzles sans bord droit et donc sans coins) :
- recherche des coins : les quatre pièces formant les coins du puzzle complet se repèrent par leur absence d'excroissance ou de creux sur deux côtés contigus ;
- recherche des bords : les bords se repèrent par leur absence d'excroissance ou de creux sur un des quatre côtés ;
- remplissage : il faut ensuite assembler le reste des pièces, soit à partir des bords, soit à partir des éléments les plus aisément reconnaissables sur l'image (par exemple le personnage ou le monument principal) ;
- tri par couleur : pour ne pas avoir à rechercher une pièce parmi plusieurs centaines, voire plusieurs milliers, on peut au préalable trier les pièces par couleur dominante ou par la forme de leurs excroissances et de leurs creux.
- mise en œuvre des symétries : utiliser les symétries existantes dans la découpe des pièces (liées à l'utilisation répétée de l'emporte pièces aux quatre coins du puzzle habituellement) pour déduire plus rapidement le positionnement des pièces. Ainsi, au-delà de 2 000 pièces, il apparaît systématiquement un motif reproduit par symétrie centrale et, au-delà de 400 pièces, la combinaison de symétrie centrale et de translation est souvent observée. Ainsi, un des plus grands puzzle du monde, de 40 320 pièces, est constitué de dix reproductions d'un motif de 4 032 pièces, celui-ci étant lui-même composé de quatre blocs de 1 008 pièces.

Dans ces grands puzzles, les pièces situées à la jonction des plaques de découpe sont aisément reconnaissables car elles ont une forme spécifique permettant un emboîtement entre plaques et non pas « d'une pièce à l'autre ».

### Casse-têtes en trois dimensions

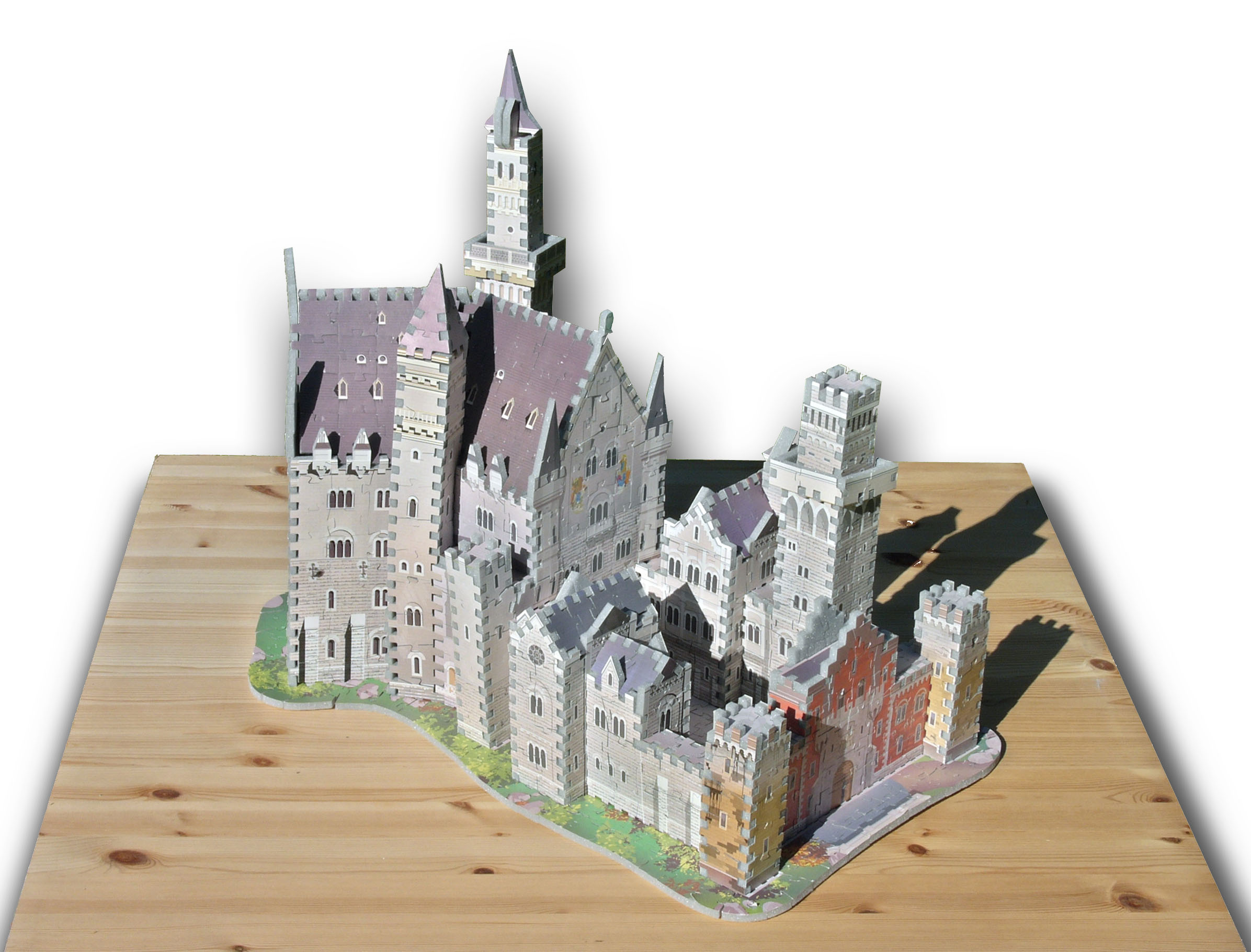
Le château de Neuschwanstein en Puzz-3D

Le type de casse-tête en 3D nous vient de Montréal, Québec, inventé par Paul-Émile Gallant en 1990.
Il fut breveté sous le nom de Puzz-3D et fabriqué par la compagnie montréalaise Wrebbit inc.
Il existe différentes formes de puzzles en trois dimensions :
- Monuments historiques ou sites célèbres (Mont Saint-Michel, Empire State Building…)
- Boule représentant différentes images (globe terrestre, ballons, ou images animalières…)
- Statue ou autre sculpture coupées en tranche (Baiser de Rodin, Réveil…)

## Expressions avec le mot puzzle
Le mot puzzle peut désigner, par analogie, un ensemble d'éléments dispersés précédemment réunis ou qu'on cherche à réunir. On dit alors, par exemple, qu'on cherche à rassembler le puzzle de tels ou tels objets, associations, etc :
- « ... on va le retrouver, éparpillé par petits bouts, façon puzzle. » dialogue du film Les Tontons flingueurs par Michel Audiard.

Le terme puzzle est aussi fréquemment employé au sens figuré pour désigner un problème à reconstituer à partir d'informations ou d'indices disparates. On peut retrouver cet emploi dans diverses expressions :
- Les pièces du puzzle : multiplicité d'éléments devant être assemblés en un tout pour avoir du sens.
- Un puzzle auquel il manque une pièce : ensemble dont la valeur est réduite à néant ou considérablement amoindrie par l'absence d'un élément.